# Euricius Cordus
Euricius Cordus (genannt Eberwein, eigentlich Heinrich Ritze; * 1486 in Simtshausen bei Marburg; † 24. Dezember 1535 in Bremen) war ein deutscher Humanist, Dichter, Arzt, Medizinprofessor und Botaniker. Valerius Cordus ist sein Sohn. Sein offizielles botanisches Autorenkürzel lautet „E.Cordus“.

## Leben
Euricius Cordus wurde als jüngstes von 13 Kindern des Bauern Urban Solden geboren. Daher wählte der geborene Heinrich Ritze seinen latinisierten Humanistennamen von lateinisch cordus „spätgeboren“.
Ersten Unterricht erhielt er in Wetter sowie Frankenberg (Eder), wo er dieselbe Schule besuchte wie auch schon der Chronist Wigand Gerstenberg und der große neulateinische Dichter Helius Eobanus Hessus. Anschließend ging er auf die Lateinschule in Marburg. Er studierte ab 1505 Freie Künste an der Universität Erfurt und war danach Rektor in Kassel und Rentschreiber der Landgrafenwitwe Anna in Felsberg (Hessen). 1508 heiratete er die Frankenberger Apothekerstochter Kunigunde Ralla. Aus dieser Ehe gingen acht Kinder, darunter auch der 1515 geborene Valerius Cordus hervor. Ab 1513 studierte Cordus wieder in Erfurt und wurde 1516 zum Magister promoviert. In Erfurt schloss er sich einem Freundeskreis mit Eobanus Hessus, Mutianus Rufus und Joachim Camerarius dem Älteren an.

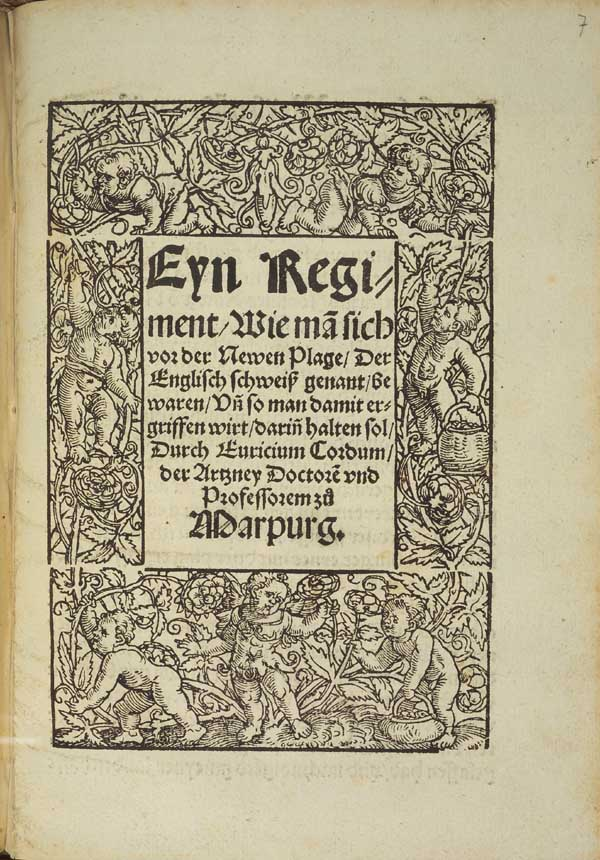
Eyn Regiment, wie man sich vor der Newen Plage/ Der Englisch schweiß genant/ bewaren/ Und so man damit ergriffen wirt/ darinnen halten sol/ Durch Euricium Cordum/ der Artzney Doctorem und Professorem zuo Marpurg.

Nach einer Zeit als Rektor an der Stiftsschule St. Marien in Erfurt studierte er ab 1519 Medizin. 1521 begegnete er in Worms Martin Luther und reiste danach nach Ferrara, wo er zum Doktor der Medizin promoviert wurde. Ab 1523 war er in Braunschweig als Stadtarzt tätig. In einem Gedicht an Kaiser Karl V. bekannte er sich auch öffentlich zur Reformation. Das brachte ihm 1527 den Ruf Landgraf Philipps des Großmütigen ein, an der neu gegründeten protestantischen Universität in Marburg den Lehrstuhl für Medizin zu übernehmen. Zweimal, nämlich 1530 und 1533, wurde er dort auch zum Rektor der Universität gewählt. Cordus war Anhänger Luthers und unterstützte die Bemühungen des hessischen Landgrafen, einen Ausgleich zwischen lutherischen und zwinglianischen Theologen herbeizuführen. In seiner streitbaren Art machte Cordus sich jedoch derartig viele Feinde, dass er bereits nach sieben Jahren, zu Ostern 1534, Marburg wieder verließ. Er wurde Stadtarzt und Lehrer am Gymnasium illustre in Bremen, wo er – noch keine 50 Jahre alt – am 24. Dezember 1535 starb.

## Satirische Epigramme
Cordus war ein bekannter neulateinischer Dichter und ist als Epigrammatiker im 16. Jahrhundert unerreicht. Gotthold Ephraim Lessing hat viele der über 1.200 Epigramme in eigenen Sinngedichten verarbeitet. Die ersten Epigramme veröffentlichte Cordus 1517 und 1520, zum Schluss waren sie auf 13 Bände angewachsen. Hierauf beruht sein Ruhm als bester satirischer Dichter des Humanismus, jedoch schuf er sich so auch viele Feinde: In Braunschweig hatte er sich vor allem aus Glaubensgründen mit den Gegnern der Reformation angelegt, in Marburg nahm er in bissigen Epigrammen die Schwächen seiner Kollegen aufs Korn. Die Auseinandersetzungen gingen so weit, dass er zuletzt von den Zusammenkünften der Professoren ausgeschlossen wurde und sein Haus verlor, von dem er geglaubt hatte, dass er es als Eigentum übertragen bekommen hätte.

## Professor der Medizin
In seine Zeit als Medizinprofessor fällt der Ausbruch des Englischen Schweißes, einer rätselhaften Infektionskrankheit, die das Marburger Religionsgespräch beendete und von manchen Medizinhistorikern für Influenza gehalten wird. Cordus veröffentlichte darüber den ersten medizinischen Druck in der Geschichte der Universität Marburg: Regiment wider den Englischen Schweiß (1529). Außerdem stammt von ihm eine Anleitung zur Bereitung des unverfälschten Theriaks (1532), einer Art Universalmedizin des Mittelalters und der frühen Neuzeit aus zahlreichen Zutaten. Auf seinem Lehrstuhl folgte ihm 1535 Johann Dryander (1500–1560), der 1543 Cordus' Werk über die Harnschau, deren Auswüchse als „Uromantie“ er ablehnte, herausbrachte.

## Der Botaniker
Höre, Arzt!

Willst du verschiedene Kräuter anders

kennenlernen, als du es bis heute gelehrt

wurdest, dieses neue Büchlein enthält

deren viele.

Soll das bewahrende Gefäß den ersten

Geruch behalten, so gehen nur

sechs Quadranten und ein Stündlein verloren.

Willst du das lieber mit Spielkarten als

mit meinem [Werk] verlieren, dann gib

du erst etwas Gelehrteres von dir.

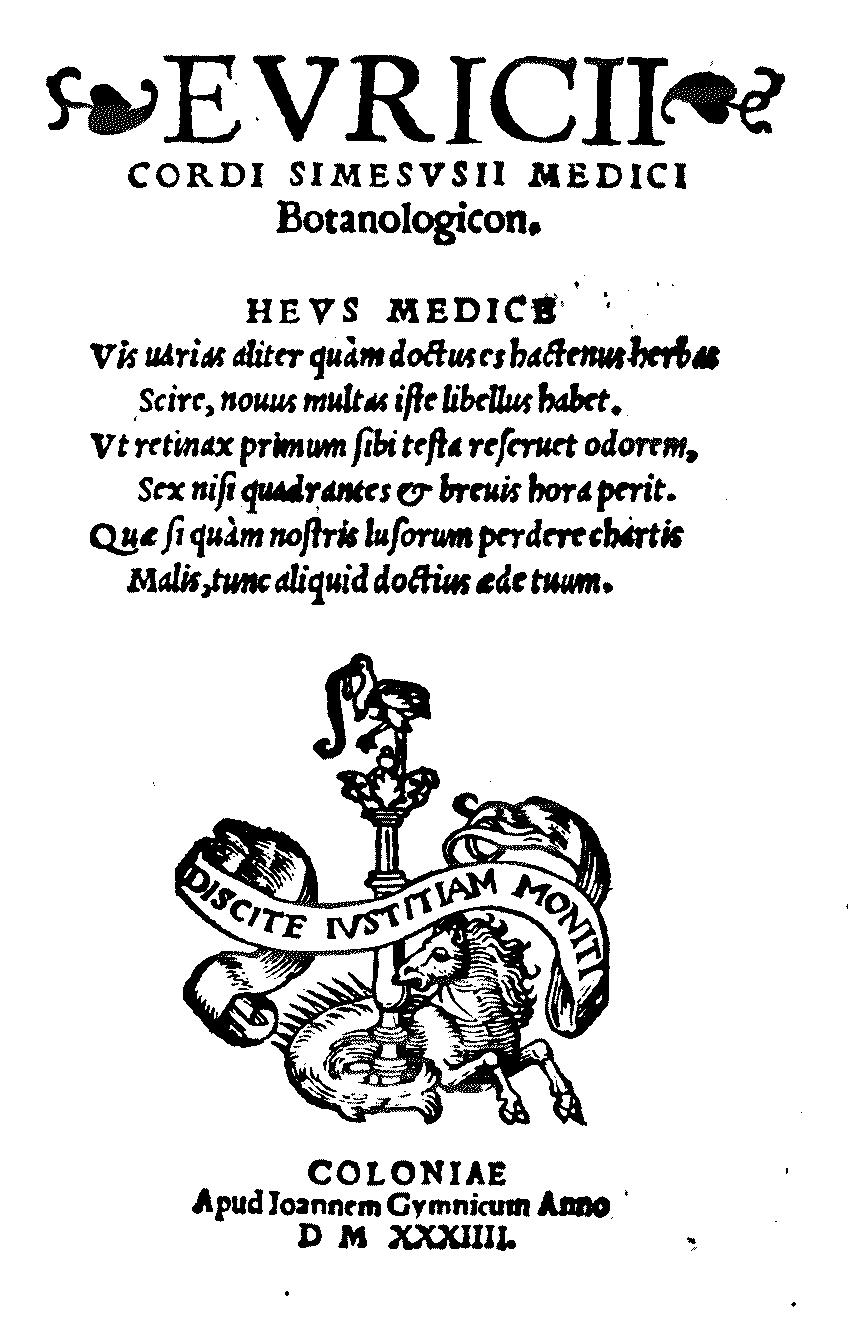
Des Arztes Euricius Cordus aus Simtshausen Gespräch über Pflanzen.
Höre, Arzt!
Willst du verschiedene Kräuter anders
kennenlernen, als du es bis heute gelehrt
wurdest, dieses neue Büchlein enthält
deren viele.
Soll das bewahrende Gefäß den ersten
Geruch behalten, so gehen nur
sechs Quadranten und ein Stündlein verloren.
Willst du das lieber mit Spielkarten als
mit meinem [Werk] verlieren, dann gib
du erst etwas Gelehrteres von dir.
Köln, bei Johann Gymnicus im Jahr 1534.

Botanik war zu dieser Zeit vor allem eine Hilfswissenschaft für die Medizin. 1534 veröffentlichte Cordus in Köln sein Botanologicon, was man etwa mit „Gespräch über Pflanzen“ übersetzen kann. Anders als viele Kräuterbücher seiner Zeit enthält es keine Abbildungen. Das Botanologicon ist in Form eines Dialogs unter fünf Personen gehalten. Die Handlung beginnt mit einem Frühstück im Haus von Cordus am Lahntor, wonach die Gäste den Hausgarten besuchen. Später unternehmen sie eine Exkursion zu einem Garten, den Cordus unterhalb des Glaskopfs angelegt hat, und kehren am Abend nach Hause zurück, nachdem sie den ganzen Tag über Fragen der Botanik diskutiert haben.
Cordus studierte nach italienischem Vorbild Pflanzen direkt in der Natur und nicht nur deren überlieferte Beschreibungen. Botanische Wanderungen scheinen auch zu seiner Unterrichtspraxis gehört zu haben, womit Cordus der erste deutsche Universitätsdozent gewesen wäre, der Exkursionen unternahm. An der Universität wurde er dafür verspottet: Er suche nach neuen Heilmethoden und respektiere nicht die Autorität der antiken Ärzte. Der Vorwurf ist berechtigt, obwohl Cordus ein Verehrer des Dioskurides war, denn gerade darin, dass er nicht ungeprüft die überlieferten Lehrmeinungen übernahm, erweist sich sein Rang als Botaniker. Immer wieder weist er im Botanologicon auf Widersprüche und Nachlässigkeiten seiner Vorgänger hin. Andere Meinungen diskutiert er offen und berücksichtigt auch die volkstümliche Heilpflanzenkunde. Es geht ihm dabei nicht darum, eine umfassende Darstellung der gesamten Pflanzenwelt zu liefern, sondern vielmehr die empirische Methode zu propagieren.
Diese Methode beschreibt Cordus als Ausflüge auf das Land, „wo ich an Ort und Stelle jene lebenden Pflanzen, über die ich zu Hause gelesen hatte, mit den meinem Gedächtnis eingeprägten Bildern vergleiche und betrachte und bald deren Bezeichnungen, bald auch deren Wirkkräfte von alten Weibern, die mir über den Weg laufen, erfrage; hierauf – nachdem alle mit ihrer Beschreibung verglichen sind – bestimme ich sie entweder mit reifem Urteil und so scharfsinnig wie möglich oder stelle meine Vermutungen an.“
Nachdrucke des Botanilogicons sind für Frankfurt (1549) und Paris (1551) nachgewiesen. Seine kurze Bemerkung über einen Garten am Glaskopf ist verschiedentlich so gedeutet worden, als habe Cordus in Marburg den ersten Botanischen Garten in Deutschland eingerichtet. Über dessen genaue Lage und Geschichte ist aber weiter nichts bekannt, so dass für Marburg ein Botanischer Garten erst 1786 als belegt gelten darf.
Sein Sohn Valerius Cordus (1515–1544) war Botaniker, Arzt, Pharmakologe und Naturforscher. Er hat die erste deutsche Pharmakopöe – also ein Arzneimittelverzeichnis mit Vorschriften über ihre Zubereitung, Beschaffenheit und Anwendung – geschrieben.

## Rezeption
Nach Cordus ist die wichtigste Auszeichnung des Fachbereichs Medizin der Philipps-Universität, die Euricius-Cordus-Medaille, benannt.

## Schriften (Auswahl)
- Ricii Cordi Simshusii Bucolicon per X eclogas iucundissime decantatum. Erfurt 1514.
- Epigrammata. Frankfurt 1525.
- Libellus de sudore anglico, calculo et peste. Marburg 1529.
  - Regiment, wie man sich vor der neuen Plag, der Englisch Schweiß genannt, bewahren soll. Marburg 1529.
- Nicandri Theriaca et Alexipharmaca in latinum carmen redacta. Frankfurt am Main 1532.
- Botanologicon. Gymnich, Köln 1534 (Digitalisat).
- De abusu uroscopiae. Frankfurt 1536.
- (Liber) 'De urinis, das ist von rechter besichtigunge des harns und ihrem mißbrauch. Hrsg. von Dryander, genannt Eychmann, Frankfurt 1543.

## Ausgaben und Übersetzungen
- Armgard Müller (Hrsg.): Das Bucolicon des Euricius Cordus und die Tradition der Gattung. Text, Übersetzung, Interpretation. Wissenschaftlicher Verlag Trier, Trier 1997, ISBN 3-88476-247-8
- Ioanna Paschou (Hrsg.): Euricius Cordus, Bucolicon. Kritische und kommentierte Ausgabe. Lit, Hamburg 1997, ISBN 3-8258-3389-5